# Pèire Lagarda
 (avril 2024).
- Si vous ne connaissez pas le sujet, laissez ce bandeau (vous pouvez alors contacter les auteurs).
- Si vous supprimez le contenu mis en cause (vous pouvez préalablement contacter les auteurs),

argumentez précisément cette suppression dans la page de discussion
(un manque de référence n'est pas un argument ; une recherche réelle de référence doit avoir été effectuée, être formellement documentée).
Pour les articles homonymes, voir Pierre Lagarde.
Léopold Pierre Lagarde, connu sous le nom Pierre Lagarde (en occitan Pèire Lagarda), né à Castelnau-Durban, Ariège le 19 août 1920, mort à Toulouse le 2 mai 1992) est un écrivain occitan et un animateur de radio, très actif dans le domaine de l'occitanisme.

## Biographie
Il a commencé une carrière d'instituteur, ensuite de professeur agrégé d'espagnol et enfin d' inspecteur de la jeunesse. Son intérêt pour tout ce qui concerne l'occitan s'est éveillé à l'école primaire de Foix, entre 1937 et 1940. Selon ce qu'il en a dit et écrit, il a été influencé alors « par le Félibrige et les patesejaires (les patoisants) de la région ».

### Naissance de l'occitanisme moderne
En 1941, il a reçu une lettre d'un certain Robèrt Lafont, complètement inconnu alors, et étudiant à Montpellier. Robert Lafont souhaitait rassembler quelques jeunes intéressés per l'occitanisme mais pas par la Révolution nationale ou toute autre sorte de revendication nationaliste, qui constituait un piège dans lequel ils ne voulaient pas tomber.
Il s'est ensuivi alors une correspondance soutenue entre les deux amis, rejoints un peu plus tard, par Fèlix Castanh et Elena Cabanas (en français Hélène Cabanes, Gracia de son nom d'épouse) mais également par le catalan Gumersind Gomila, de Perpignan.
Entre 1941 et 1945, il a été envoyé en Allemagne comme travailleur pour l'Inspection académique alors que pendant ce temps, Lafont et Castan rejoignaient le maquis.
En 1944-45 a été créé l'IEO, Institut d'Estudis Occitans. En août 1945 s'est tenue la première assemblée générale. Pour la première fois, les amis séparés par le conflit vont se retrouver à Toulouse.
Dans le comité administratif de l'IEO d'alors, à côté des anciens, entrent Ismaèl Girard (fondateur de la revue Òc, Max Roqueta, René Nelli, Léon Cordes, Charles Camproux et Joan Lesafre.
Viendront ensuite Pèire Bèc, Xavièr Ravièr, et plus tard (à cause d'un problème de génération) les frères Rouquette, Ives Roqueta et Joan Larzac ainsi que Felip Gardy, etc.
C'est Pèire Lagarda, qui a organisé et créé, au début, le secrétariat général de la section pédagogique, et qui s'est chargé en même temps de la responsabilité des premiers stages, et du Bulletin.
Puis, en 1960, il est devenu secrétaire général de l'IEO (dont Robèrt Lafont était le président qui aura pour successeur Pèire Bèc). Il continuera son activité en plus de ses fonctions et de son rôle plus que majeur au sein de l'IEO (vice-président administratif, vice-président pédagogique etc.).
Il a été également président de la section départamentale de la Haute-Garonne, jusqu'à ce qu'il démissionne au début des années 1980 à cause de désaccords avec Maria Clara Viguièr... et trop souvent de Claude Sicre qui cherchait son chemin de Damas.

### Création duCAOC
En 1978, à l'iniciative du catalan Batista i Roca et aux côtés de Robèrt Lafont et Ives Roqueta, il se trouve impliqué dans la création du Comitat d'Afrairament occitanocatalan/Cercle d'Agermanament occitanocatalà (CAOC).
Pèire Vilar en a été le premier président, et lui le secrétaire général. Il y est resté (avec Lafont comme président) jusqu'au moment où ils décidèrent d'en partir pour certaines raisons de conceptions trop différentes entre nous et le secrétaire général.

### Autres activités occitanes et occitanistes
Il a assuré, de 1947 à 1977, les émissions culturelles de l'IEO à Radio Toulouse mais également une émission hebdomadaire Barrejadissas sur les ondes de Radio Occitania à Toulouse, dès sa création, en 1981, après l'élection comme Président de la République Française de François Mitterrand qui a ouvert de nouveaux espaces et des espérances pour l'audiovisuel occitan.
Il a collaboré à plusieurs revues importantes, parmi lesquelles, Òc (du temps de Girard)... et plus tard, par des articles sur la Catalogne ou l'Espagne.... Il a également collaboré à des revues et publications occitanes , qui  se multipliaient beaucoup pendant cette période, Occitània Nòva, le Revelh d'Òc, Viure, Amiras, Occitània et le périodique L'Occitan où il a tenu pendent des années une chronique de télévision. Il est aussi le créateur de Reviure, la revue du CAOC, entre 1978 et 1988.

## L'Œuvre littéraire
Il a publié des œuvres littéraires de qualité mais, selon ce qu'il a lui-m̩ême écrit : j'ai bien plus d'écrits dans les tiroirs que publiés....

### Œuvres publiées
- De la langue au pays , en collaboration avec Andrieva Paula Lafont, éditions Privat, Toulouse, 1951 (en français)
- Espèra del Jorn. Poèmas , IEO edicions, collection Messatges, Avignon, 1953
- Jòc òrre , traduction du roman catalan Joc brut de Manuel de Pedrolo, IEO ed., colleccion A Tots, Nîmes, 1975
- Clefs pour la régionalisation , avec Alan Alcofe et Robèrt Lafont, ed. Seghers, Paris, 1977  (en français)
- Pour l'Occitanie , id ed. Privat, Toulouse, 1979 (id)
- Histoire et mémoire de Toulouse , Éditions Jeanne Laffitte, Marseille, 1981 (id)
- Ils ont subi des chemins de traverse , témoignage... ed. l'Amitié par le livre, Besançon, 1989 (id)
- Lo mòrt de Sant Joan , roman policier... IEO ed., coll. A Tots (crimis), Toulouse, 1992
- Lo pè-ranquet del solelh, contes... IEO, Ostal del libre edicions, Orlhac, 1994

### Œuvres non éditées
Dans les tiroirs: 
- une traduction d'un roman catalan de Mercè Rodoreda ("Cristina i altres contes");
- une traduction de Montserrat Roig ("El cant de la joventut")...
- une traduction d'un livre en castillan pour les enfants, de Rafaël Conte: "El alacrán y la luna" (Le scorpion et la lune) (Pèire Lagarda écrit :  " Maintenant je me suis attelé à un exercice sur des textes assez courts d'auteurs catalans du nord et du sud... nous verrons bien !).